# Голобрад
Голобра̀д е село в Южна България, община Ардино, област Кърджали.

## География
| Население по години | Население по години |
| ------------------- | ------------------- |
| 1934 г.             | 493 души            |
| 1956 г.             | 603 души            |
| 1975 г.             | 370 души            |
| 1985 г.             | 322 души            |
| 1992 г.             | 241 души            |
| 2001 г.             | 158 души            |
| 2011 г.             | 134 души            |
| 2019 г.             | 176 души            |

Село Голобрад се намира в най-източната част на Западните Родопи, прилежащо към границата им с Източните Родопи, на около 11 km западно от центъра на град Кърджали, 11 km североизточно от град Ардино и 2 km югозападно от западната част на язовир Кърджали.
Селото е разположено по полегатия източен склон на ориентирано в направление север – юг неголямо продълговато възвишение с надморска височина на билото около 600 m. В по-ниската източна част на склона се намира джамията, при която височината е около 520 m. Приблизително в средата на склона има изкуствено водохранилище с площ около 0,3 – 0,4 ha.

## История
Селото – тогава с име Кюсе Хасанлар – е в България от 1912 г. Преименувано е на Голобрад с министерска заповед № 3775, обнародвана на 7 декември 1934 г.
Към 31 декември 1934 г. село Голобрад се състои от махалите Вражалци (Джинджилер), Червенец (Казал махле), Чучер (Деде оглар) и Шевица (Каръмджилар).

## Население
Преброяване на населението през 2011 г.
Численост и дял на етническите групи според преброяването на населението през 2011 г.:
|                     | Численост | Дял (в %) |
| Общо                | 134       | 100,00    |
| Българи             | 0         | 0,00      |
| Турци               | 105       | 78,35     |
| Цигани              | 0         | 0,00      |
| Други               | 0         | 0,00      |
| Не се самоопределят | 5         | 3,73      |
| Неотговорили        | 24        | 17,91     |

## Религии
Изповядваната в село Голобрад религия е ислям.

## Обществени институции
Село Голобрад към 2020 г. е център на кметство Голобрад.
Молитвеният дом в село Голобрад е джамия.

## Културни и природни забележителности
На около километър северозападно от центъра на село Голобрад се намират останките на тракийската крепост Кюсе Хасанлартепеси, построена на едноименния връх.